# گستج
روستای گستج، روستایی است که در دهستان باغستان از توابع بخش اسلامیه شهرستان فردوس واقع شده‌است.
این روستا، بر اساس سرشماری سال ۱۳۹۵، ۲۱۷ نفر جمعیت داشته که نسبت به سرشماری ۱۰ سال قبل (۳۵۳ نفر در سال ۱۳۸۵)، سالانه حدود ۴٫۷ درصد کاهش داشته‌است.

## موقعیت
گستج در فاصله ۲۶ کیلومتری شمال شرقی شهر فردوس قرار دارد و مردمش به گویش تونی صحبت می‌کنند.

## آثار تاریخی
- کوشک حاجی‌آباد